# Paroisse de Lac-Baker
Pour les articles homonymes, voir Lac Baker.
Ne doit pas être confondu avec Lac Baker ou Lac-Baker.
La paroisse de Lac-Baker est à la fois une paroisse civile et un ancien district de services locaux (DSL) canadien du comté de Madawaska, au nord-ouest du Nouveau-Brunswick. La paroisse est traversée par un chemin de fer important appartenant au CN. Elle comprend l'autorité taxatrice de l'île de Lac-Baker.

## Toponyme
La paroisse est nommée d'après sa position sur les rives du lac Baker. Le lac est nommé en l'honneur de John Baker, fondateur du village Baker Brook qui plus tard découvrira le lac.

## Géographie
La paroisse comprend les hameaux de Boundary, Concession-des-Ouelette, Portage-du-Lac, Rang-des-Collin et Soucy.
La paroisse de Lac-Baker est généralement considérée comme faisant partie de l'Acadie, quoique l'appartenance des Brayons à l'Acadie fasse l'objet d'un débat.

## Histoire
La municipalité du comté de Madawaska est dissoute en 1966. La paroisse de Lac-Baker devient un district de services locaux en 1967.

### Plébiscite
À la suite d'un rapport de faisabilité publié en novembre 2007, un plébiscite a été organisé par le ministère des Gouvernements locaux du Nouveau-Brunswick. L'enjeu était l'annexion de la majeure partie du DSL au village de Lac-Baker. Lors du vote, tenu le 3 décembre 2007, la population s'est montrée en faveur de la proposition.
| Questions | Oui | Non |
| --- | --- | --- |
| Question en français : Êtes-vous en faveur de l'annexion de la partie du district de services locaux de Lac-Baker au Village de Lac-Baker, telle que proposée dans le sommaire du rapport de faisabilité de novembre 2007 ? Question en anglais : Are you in favour of the annexation of a portion of the Local Service District of Lac-Baker to the Village of Lac-Baker, as proposed in the summary of the feasibility report of November 2007? | 286 | 75  |

## Économie
Entreprise Madawaska, membre du Réseau Entreprise, a la responsabilité du développement économique.

## Administration

### Comité consultatif
En tant que district de services locaux, la paroisse de Lac-Baker est en théorie administré directement par le Ministère des Gouvernements locaux du Nouveau-Brunswick, secondé par un comité consultatif élu composé de cinq membres dont un président. Il n'y a actuellement aucun comité consultatif.
| Période                                  | Période | Identité         | Étiquette | Qualité |
| ---------------------------------------- | ------- | ---------------- | --------- | ------- |
| 19??                                     | ????    | Réjean Bonenfant |           |         |
|                                          |         |                  |           |         |
| Les données manquantes sont à compléter. |         |                  |           |         |

### Commission de services régionaux
La paroisse de Lac-Baker fait partie de la Région 1, une commissions de services régionaux (CSR) devant commencer officiellement ses activités le 1er janvier 2013. Contrairement aux municipalités, les DSL sont représentés au conseil par un nombre de représentants proportionnels à leur population et leur assiette fiscale. Ces représentants sont élus par les présidents des DSL mais sont nommés par le gouvernement s'il n'y a pas assez de présidents en fonction. Les services obligatoirement offerts par les CSR sont l'aménagement régional, l'aménagement local dans le cas des DSL, la gestion des déchets solides, la planification des mesures d'urgence ainsi que la collaboration en matière de services de police, la planification et le partage des coûts des infrastructures régionales de sport, de loisirs et de culture; d'autres services pourraient s'ajouter à cette liste.

### Représentation et tendances politiques
Nouveau-Brunswick : La paroisse de Lac-Baker fait partie de la circonscription provinciale de Madawaska-les-Lacs, qui est représentée à l'Assemblée législative du Nouveau-Brunswick par Yvon Bonenfant, du Parti progressiste-conservateur. Il fut élu en 2010.
 Canada : La paroisse de Lac-Baker fait partie de la circonscription fédérale de Madawaska—Restigouche, qui est représentée à la Chambre des communes du Canada par Jean-Claude D'Amours, du Parti libéral. Il fut élu lors de la 38e élection générale, en 2004, puis réélu en 2006 et en 2008.

## Vivre dans la paroisse de Lac-Baker
Le détachement de la Gendarmerie royale du Canada le plus proche est à Clair. Le bureau de poste le plus proche est quant à lui à Lac-Baker. Le poste d'Ambulance Nouveau-Brunswick le plus proche est plutôt à Saint-François-de-Madawaska. L'hôpital régional d'Edmundston dessert la région.
Les francophones bénéficient du quotidien L'Acadie nouvelle, publié à Caraquet, ainsi qu'à l'hebdomadaire L'Étoile, de Dieppe. Ils ont aussi accès aux hebdomadaires Le Madawaska et La République, d'Edmundston. Les anglophones bénéficient des quotidiens Telegraph-Journal, publié à Saint-Jean, et The Daily Gleaner, publié à Fredericton.